# Le Médecin malgré lui

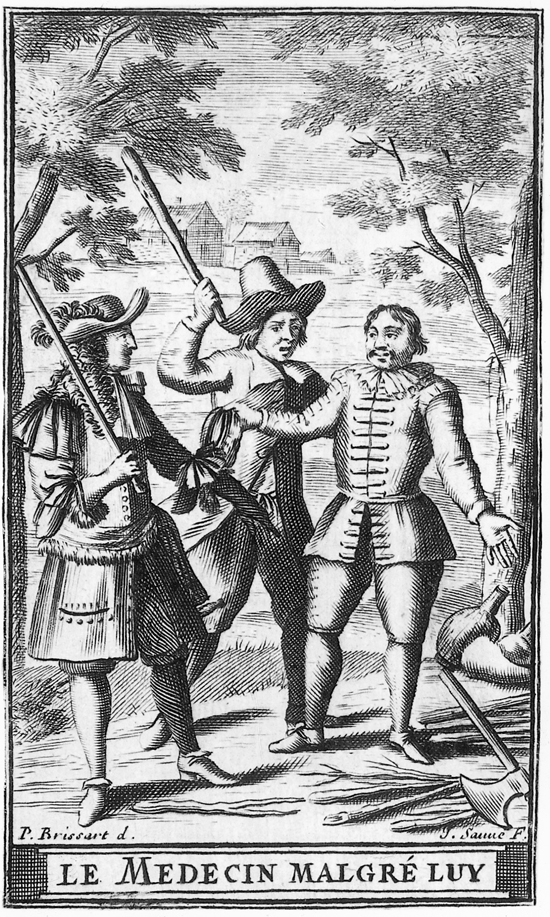
Frontispice de l'édition de 1682.

Le Médecin malgré lui est une pièce de théâtre de Molière en trois actes de respectivement 5, 5 et 11 scènes en prose représentée pour la première fois le 6 août 1666 au Théâtre du Palais-Royal, où elle obtint un grand succès. Au premier acte, la chanson de Sganarelle "dite de la bouteille" est de Jean-Baptiste Lully. Lors de la reprise (à une date inconnue), la musique est de Marc-Antoine Charpentier. Reprenant des motifs issus de la comédie italienne déjà utilisés dans Le Médecin volant et L'Amour médecin, Molière y ajoute des éléments tirés de la tradition de la farce française et de celle des fabliaux du Moyen Âge. La grivoiserie de certaines situations et la parodie des pratiques médicales de l'époque, qui constituent les principaux thèmes du Médecin malgré lui, dissimulent une dénonciation du charlatanisme, une satire de la crédulité, voire une critique de la religion.

## La pièce

### Liste des personnages
- Sganarelle : mari de Martine
- Martine : femme de Sganarelle
- M. Robert : voisin de Sganarelle
- Valère : domestique de Géronte
- Lucas : mari de Jacqueline, et domestique de Géronte
- Géronte : père de Lucinde
- Jacqueline : nourrice chez Géronte, et femme de Lucas
- Lucinde : fille de Géronte
- Léandre : amant de Lucinde
- Thibaut : père de Perrin
- Perrin : fils de Thibaut, paysan

### Résumé
Acte I : Une dispute éclate entre Sganarelle et Martine, qui se termine par une bastonnade appliquée par le mari à la femme. L'arrivée de M. Robert, un voisin venu réconcilier les époux, met un terme à la dispute, Sganarelle et Martine se retournant contre lui. Celle-ci promet toutefois de se venger, tandis que son mari part chercher du bois. L'occasion lui en est donnée par l'arrivée de Valère et de Lucas, les valets de Géronte, à la recherche d'un médecin pour la fille de leur maître. Martine leur désigne Sganarelle, expliquant que ce dernier est un médecin hors du commun, mais excentrique : il refuse en effet d'avouer ses talents en matière de médecine à moins de recevoir des coups de bâtons.

Lorsque Sganarelle revient, les deux valets lui ayant demandé s'il était bien médecin, et Sganarelle l'ayant nié, il reçoit une bastonnade à l'issue de laquelle il accepte d'être reconnu comme tel. Il sort en suivant les deux hommes.
Acte II : Géronte se lamente de la maladie de sa fille Lucinde, devenue muette, ce qui retarde son mariage avec Horace, l'époux qu'il lui destine. Il refuse d'écouter les sages avis de Jacqueline, la nourrice de Lucinde (et femme de Lucas), qui tente de lui expliquer que la jeune femme se porterait mieux si son père lui permettait de se marier avec Léandre, le jeune homme dont elle est amoureuse. Mais Léandre n'est pas suffisamment riche aux yeux de Géronte. Valère et Lucas présentent Sganarelle à Géronte, et le faux médecin, après avoir examiné Lucinde (et fait des avances à Jacqueline), se livre à une démonstration burlesque de ses talents et conseille de lui faire manger du pain trempé dans du vin. Il repart après avoir été payé par Géronte.
Acte III : Alors qu'il retourne chez lui, Sganarelle rencontre Léandre, qui le supplie de l'aider à rejoindre Lucinde, ce que le fagotier finit par accepter quand le jeune homme lui propose de l'argent. Léandre se déguise alors en apothicaire et suit Sganarelle. Sur le chemin de la maison de Géronte, ils rencontrent Thibaut, un paysan accompagné de son fils Perrin, qui supplie le faux médecin de guérir sa femme. Sganarelle lui enjoint de donner à la malade du fromage, et se fait payer la consultation.

Une fois chez Géronte, Sganarelle renouvelle sa tentative pour séduire Jacqueline, interrompue par l'arrivée de Lucas.

Pendant que Géronte explique à Sganarelle que le remède qu'il a préconisé pour sa fille n'a fait qu'aggraver son mal, Léandre, que Géronte n'a pas reconnu, s'entretient avec Lucinde. La jeune femme retrouve alors l'usage de la parole et se dispute avec son père au sujet de son mariage. Sganarelle ordonne à Léandre d'aller administrer certain remède à la jeune fille. Les jeunes gens sortent tous les deux.

Lucas, qui a découvert l'imposture, vient prévenir Géronte de la supercherie dont il a été victime : le vieil homme ordonne que l'on se saisisse de Sganarelle, qu'il veut faire pendre. Martine arrive, à la recherche de son mari, et découvre que Sganarelle est prisonnier. Géronte refuse de se montrer indulgent pour le faux médecin, qui est sauvé par le retour inopiné de Lucinde et de Léandre, qui explique qu'il vient d'apprendre qu'il a hérité de la fortune de son oncle. Géronte l'accepte alors comme gendre. Martine et Sganarelle, réconciliés, rentrent chez eux.

## Contexte

### Création
Molière commença l'écriture du Médecin malgré lui juste après la création du Misanthrope (en juin 1666). Il s'agissait en effet de répliquer au double projet de pièces lancées par les comédiens concurrents de l'Hôtel de Bourgogne : Le Jaloux invisible et La Noce de village (l'une et l'autre de Brécourt), qui exploitaient toutes deux la veine du « farcesque galant » dans lequel Molière était passé maître.
Celui-ci décida donc d'écrire une « petite comédie » en trois actes et en prose, donc plus rapide à composer, qui fut représentée le 6 août 1666 sous le titre de Le Médecin de force, en complément d'une pièce de Donneau de Visé créée l'année précédente (La Mère coquette). Cette nouvelle comédie fut bien accueillie par le public parisien,.
La première représentation de la pièce fut donnée par les comédiens suivants : Molière (Sganarelle), Mlle de Brie (Martine), Du Croisy (Géronte), Armande Béjart (Lucinde), La Grange (Léandre)

## Éléments d'analyse

### Les sources de la pièce
Molière recycle dans Le Médecin malgré lui des motifs, des situations, voire des répliques qu'il avait déjà utilisés dans Le Médecin volant et dans L'Amour médecin : il reprend en particulier le thème du faux médecin et celui de la fausse malade, issus de la tradition de la comédie italienne. Il y superpose la thématique du « médecin par force », issue d'un vieux fonds indo-européen, puisqu'on le retrouve dans le quarantième conte du recueil indien Śukasaptati, où l'on raconte comment la femme d'un brahmane prétend que son mari peut guérir la fille du roi, affligée d'un abcès à la gorge ; l'homme y parvient effectivement, en faisant rire la princesse,.
Cette thématique du « médecin par force » a vraisemblablement été puisée par Molière dans la version qu'en donne un fabliau du XIIIe siècle, « Le Vilain mire », sans que l'on sache précisément par quel biais il a eu connaissance de cette histoire.

### Les allusions grivoises
Le Médecin malgré lui abonde en allusions grivoises : dès la première scène, Sganarelle évoque sa nuit de noces avec Martine (sous-entendant qu'elle n'était déjà plus vierge à ce moment-là) ; Jacqueline propose de soigner Lucinde en lui donnant un mari, présentant ce remède comme un « emplâtre qui gu[é]rit tous les maux des filles », (la forme cylindrique sous laquelle se présentaient les emplâtres avant utilisation rendait évident le sens phallique du sous-entendu pour les spectateurs de l'époque) ; présentant Léandre à Géronte comme étant celui dont sa fille « aura besoin », Sganarelle, explique une didascalie, « [fait] des signes avec sa main que c'est un apothicaire », c'est-à-dire qu'il mime la manœuvre de la pénétration d'un clystère, etc.
Cette dimension de la pièce relève d'un retour en vogue de la littérature galante et grivoise au début des années 1660, marquée par la réédition de La Farce de Maitre Pathelin, des romans de Rabelais (réédités en 1659), ou encore celle des œuvres de Tabarin. La scène de ménage, avec son cortège stéréotypé de coups de bâtons et de plaisanteries misogynes, provient du même fonds (les coups de bâton donnés par le mari à sa femme apparaissaient d'ailleurs déjà dans « Le Vilain mire. »)

### Esthétique de la farce
Le Médecin malgré lui présente une  dimension farcesque, dont l'esprit se manifeste en premier lieu dans la cohérence dramatique de l'ensemble : les situations et leurs enchainements paraissent peu motivés, depuis la dispute sans fondement qui ouvre la pièce jusqu'à son dénouement invraisemblable et artificiel (retour immotivé de Martine et héritage inopiné qui permet de retourner la situation), en passant par la ruse peu convaincante de Martine, qui conduit à un improbable quiproquo, pourtant très vite accepté comme une évidence par tout le monde, y compris par celui qui en est le sujet (Sganarelle devenu inopinément médecin.) L'action apparait comme étant moins conduite par le souci de la continuité dramatique que par une « juxtaposition de scènes appelées les unes par les autres en fonction de leurs thèmes et de leurs tons », écrit ainsi Patrick Dandrey.
On relève toutefois dans la pièce l'utilisation du schéma farcesque mis en lumière par Bernadette Rey-Flaud, selon lequel l'action consiste en la mise en branle d'une machinerie qui finit par broyer celui qui en a initié le mouvement, suivant le principe du retournement : c'est ainsi que Sganarelle, dont la maitrise de l'art de la supercherie le conduit à manipuler comme des pantins les autres protagonistes de la pièce (Géronte à qui il donne des coups de bâtons, Lucas, dont il lutine la femme sous ses yeux...), se retrouve piégé au moment où il atteint les sommets de l'art de la supercherie. C'est dans cette perspective que trouve son sens l'intervention de M. Robert, qui n'est gratuite qu'en apparence : le voisin, qui en voulant s'interposer dans la querelle de ménage pour y mettre un terme s'en trouve devenir la victime, permet d'introduire ce motif du retournement qui structure l'ensemble de la pièce.
Enfin, le personnage Sganarelle suffirait à lui seul à illustrer l'esprit de farce qui imprègne Le Médecin malgré lui : dépourvu de véritable personnalité, tant celle-ci apparait changeante et liée aux aléas des situations auxquelles il est confronté, il figure bien plutôt un type comique tel qu'on en trouve dans le théâtre de la foire. Sa faconde aussi considérable qu'approximative quand il cite des proverbes ou quand il imite le jargon scientifique, sa verve grivoise, accentuent cette dimension farcesque, qui se manifeste enfin par le jeu scénique particulièrement riche et physique que son interprétation réclame, lors des scènes de bastonnade, quand il embrasse Lucas pour se retrouver dans les bras de Jacqueline, quand il se livre à toutes sortes de pantomimes, etc. Le jeu de scène de Sganarelle, qui ressemble à certains moments à une chorégraphie, montre que Molière intègre dans cette pièce les compétences qu'il a acquises dans la réalisation de ses comédies-ballets.
Cette pièce permet de « comprendre les rouages subtils de la bêtise humaine ». Si Sganarelle illustre une bêtise du premier degré en raison de son ignorance de la médecine, la pièce présente surtout une critique de la bêtise du second degré, caractéristique des médecins de l'époque qui camouflent leur ignorance sous un jargon latinisant.

### Le visage de la religion derrière le masque de la médecine
La pièce de Molière fait la part belle à la critique des théories et des pratiques de la médecine, avec le jargon pédantesque qu'emploie Sganarelle, incompréhensible et parodique (« Ossabandus, nequeys, nequer, potarinum, quipsa milus »), ses diagnostics tautologiques (Lucinde est muette, explique-t-il, parce qu'elle « a perdu la parole »), et ses remèdes improbables (du pain trempé dans du vin, du fromage), l'ensemble de ces éléments appartenant à la tradition de la satire de la médecine, telles qu'elles avaient notamment été illustrées dans les œuvres de Tabarin. Mais au-delà de ce topos anti-médical, la pièce de Molière s'attache à la critique plus générale de la crédulité, illustrée dans Le Médecin malgré lui par de nombreux passages : depuis Valère et Lucas, qui se laissent convaincre sur le témoignage unique de Martine que Sganarelle est un médecin-thaumaturge capable de ressusciter les morts jusqu'au père qui croit au miracle lorsque sa fille recouvre l'usage de la parole, en passant par la foi accordée à l'alchimie (Valère évoquant les vertus de « l'or potable » à la scène 4 de l'acte I), l'ensemble des personnages du Médecin malgré lui semblent ajouter foi aux croyances irrationnelles et se laissent berner par un homme que l'on croit savant sur la seule foi de l'habit qu'il porte.
Ces éléments laissent à penser qu'un sous-texte anti-religieux se dissimule derrière la satire médicale, la jonction entre les deux domaines étant opérée par la tradition d'origine patristique, encore vivace au XVIIe siècle, du Christ médecin. Qui plus est, certains passages de la pièce transposent de manière presque transparente dans le domaine médical des éléments du domaine religieux traités sur le mode parodique : ainsi des deux guérisons qu'a opérées Sganarelle selon Martine, la résurrection d'une morte et la guérison d'une paralytique, qui renvoient à celles du paralytique de Capharnaüm et de la fille de Jaïre dans les Évangiles (où elles voisinent d'ailleurs avec la guérison du muet), comme y renvoient les termes qu'utilisent Valère et Lucas pour présenter le même Sganarelle à Géronte (« tous les autres, ne sont pas daignes de li déchausser ses souillez» ; « sa réputation s'est déjà répandue ici  : et tout le monde vient à lui »), qui rappellent les formules analogues utilisées pour désigner le Christ. Le métier de Sganarelle, fagotier, qui s'apparente donc à celui de charpentier, est peut-être également une allusion cryptée à la Bible.

## Adaptations de la pièce

### Au cinéma
- 1910 : Le Médecin malgré lui d'Émile Chautard
- 1931 : Medico per forza de Carlo Campogalliani
- 1999 : Yee san ou The Doctor in Spite of Himself de Lau Kwok Fai (réalisé à Hong Kong avec Cheung Tat-ming dans le rôle central)[27]

### Au théâtre
- 1732 : The Mock Doctor (en) d'Henry Fielding
- 2 juin 1953 : Théâtre de la Cité Jardins de Suresnes, mise en scène de Jean Vilar, costumes de Léon Gischia.
- 1972 : Au théâtre ce soir : Le Médecin malgré lui de Molière, mise en scène Jean Meyer, réalisation Georges Folgoas, Théâtre Marigny

### Musique
- Le Médecin malgré lui est aussi un opéra-comique de Charles Gounod composé en 1858, arrangé par Erik Satie en 1923.